# خرس (فیلم ۲۰۱۰)
خرس (به انگلیسی: Bear) یک فیلم ترسناک و دلهره‌آور آمریکایی محصول سال ۲۰۱۰ به کارگردانی رول رین است. این فیلم داستان چهار نفر است که مورد حمله یک خرس خشمگین قرار گرفته‌اند.

## بازیگران
- کیتی لوز
- مری الکساندرا استیف‌ویتر
- پاتریک اسکات لوئیس
- برندن مایکل کافلین [۱][۲][۳]